# 内比扬
内比扬（法語：Nébian，法語發音：[nebjɑ̃]）是法国埃罗省的一个市镇，属于洛代沃区。

## 地理
内比扬（43°36'23"N, 3°25'55"E）面积9.79 平方千米，位于法国奧克西塔尼大區埃罗省，该省份为法国南部沿海省份，南濒地中海，西南接奥德省，西北接塔恩省和阿韦龙省，东北与加尔省接壤。
与内比扬接壤的市镇（或旧市镇、城区）包括：阿斯皮朗、卡内、克莱蒙莱罗、略朗卡布里耶尔、维勒讷韦特。

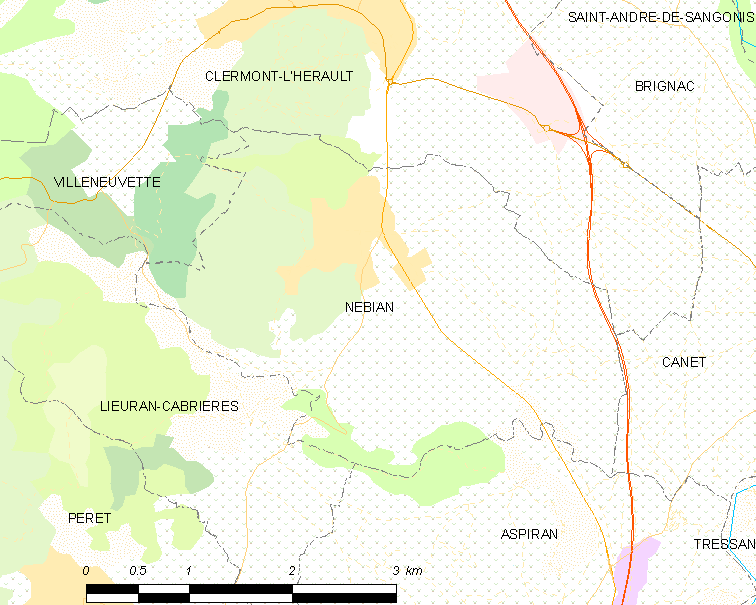
内比扬的OSM定位图

内比扬的时区为UTC+01:00、UTC+02:00（夏令时）。

## 行政
内比扬的邮政编码为34800，INSEE市镇编码为34180。

## 政治
内比扬所属的省级选区为克莱蒙莱罗县。

## 人口

1962-2008年间内比扬人口变化图示

内比扬于2022年1月1日时的人口数量为1573人。